# 돈스코이 (도시)

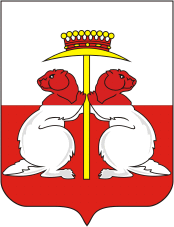
시 문장

돈스코이(러시아어: Донско́й)는 러시아 툴라주 동부에 위치한 도시로, 인구는 32,745명(2002년 기준)이다. 돈강 상류와 접하며 툴라(툴라 주의 주도)에서 남동쪽으로 65km 정도 떨어진 곳에 위치한다. 1939년 시로 승격되었다.